# Pelochrista frustata
Pelochrista frustata es una especie de polilla perteneciente al género Pelochrista, categorizada en la tribu Eucosmini, de la subfamilia Olethreutinae.

## Distribución
Se distribuye por India.

## Taxonomía
Fue descrita por Razowski en 2006 y publicada por primera vez en Acta Zool. Cracov. 49B: 128.